# Гербы районов Бурятии
Список гербов муниципальных образований Республики Бурятия Российской Федерации.
На 1 января 2018 года в Бурятии насчитывалось 286 муниципальных образований — 2 городских округа, 21 муниципальный район, 16 городских и 247 сельских поселений.

## Гербы городских округов
| Герб | Наименование                            | Дата утверждения | Номер в ГГР |
| ---- | --------------------------------------- | ---------------- | ----------- |
|      | Герб городского округа «город Улан-Удэ» | 20 октября 2005  | 2022        |

| Герб | Наименование                                            | Дата утверждения | Номер в ГГР |
| ---- | ------------------------------------------------------- | ---------------- | ----------- |
|      | Герб муниципального образования «город Северобайкальск» | нет данных       |             |

## Гербы муниципальных районов
| Герб | Наименование                                                    | Дата утверждения      | Номер в ГГР |
| ---- | --------------------------------------------------------------- | --------------------- | ----------- |
|      | Герб муниципального образования «Баргузинский район»            | 31 августа 2011       | 7593        |
|      | Герб муниципального образования «Баунтовский эвенкийский район» | 28 апреля 2011        |             |
|      | Герб муниципального образования «Бичурский район»               | 3 августа 2010        | 6636        |
|      | Герб муниципального образования «Джидинский район»              | 16 мая 2005           |             |
|      | Герб муниципального образования «Еравнинский район»             | 14 октября 2003       | 1344        |
|      | Герб муниципального образования «Заиграевский район»            | 27 ноября 2009        |             |
|      | Герб муниципального образования «Закаменский район»             | 7 сентября 2007 2012. |             |
|      | Герб муниципального образования «Иволгинский район»             | 30 сентября 2009      |             |
|      | Герб муниципального образования «Кабанский район»               | 30 сентября 2003      | 11684       |
|      | Герб муниципального образования «Кижингинский район»            | нет данных            |             |

| Герб | Наименование                                               | Дата утверждения | Номер в ГГР |
| ---- | ---------------------------------------------------------- | ---------------- | ----------- |
|      | Герб муниципального образования «Курумканский район»       | 13 ноября 2018   |             |
|      | Герб муниципального образования «Кяхтинский район»         | 25 сентября 2008 | 5074        |
|      | Герб муниципального образования «Муйский район»            | 2 июня 2009      |             |
|      | Герб муниципального образования «Мухоршибирский район»     | 19 апреля 2018   | 11886       |
|      | Герб муниципального образования «Окинский район»           | 2012             |             |
|      | Герб муниципального образования «Прибайкальский район»     | 30 мая 2006      |             |
|      | Герб муниципального образования «Северо-Байкальский район» | 2 июня 2011      |             |
|      | Герб муниципального образования «Селенгинский район»       | нет данных       |             |
|      | Герб муниципального образования «Тарбагатайский район»     | 27 ноября 2006   |             |
|      | Герб муниципального образования « Тункинский район»        | 16 мая 2013      |             |
|      | Герб муниципального образования «Хоринский район»          | 17 апреля 2015   | 10237       |